# Соболевский, Анатолий Викентиевич
Соболевский Анатолий Викентиевич (бел. Анатоль Вікенцьевіч Сабалеўскі; *27 мая 1932, село Андреевщина, Дзержинский район — †6 апреля 2012) — белорусский театровед, педагог.

## Биография
Окончил БГУ в 1958 году. С 1961 года работал научным сотрудником Института искусствоведения, этнографии и фольклора АН БССР, с 1972 года-заведующий кафедрой Белорусского театрально-художественного института. В 1974 году защитил докторскую диссертацию по искусствоведению. В 1975 году ему присвоено звание профессора. В 1984-1989 годах ректор Белорусского театрально-художественного института.

## Научная деятельность
Печатается с 1952 года. Исследовал творческие связи белорусского театрального искусства, с театрами других республик СССР («Белорусская драматургия в театрах народов СССР», 1972), проблемы развития белорусской советской драматургии («Белорусская советская драма», кн. 1-2, 1969-72). Составил 2-томный «Хрестоматию по истории белорусского театра и драматургии» (1975). Выступал с театрально-критическими статьями и рецензиями (книги «освещенное Рампой», 1962; «Жизнь театра», 1980), написал монографию о Б. Платонова («Властитель дум человеческих», 1964). Белорусской театральной Лениниане посвящены его труды «Олицетворение мастерства актера» (в сборнике «Образ В. Ленина в белорусском искусстве», 1970) и «Образ В. Ленина на белорусской сцене» (1980). Автор повести «Жили-были ребята...» (1961), рассказов.

## Произведения
- Жылі-былі хлопцы... Аповесць. // Маладосць. Минск. № 8. 1961.
- Выдающийся актёр Белоруссии. Творчество народного артиста СССР Б.  Платонова. Автореферат диссертации ... кандидата искусствоведения. Москва — Минск. 1961.
- Рампай асветленае. Тэатральна-крытычныя артыкулы. Минск. 1962.
- Уладар дум чалавечых. Творчасць народнага артыста СССР БЫ. Платонава. Минск. 1964.
- Ад п'есы — да спектакля. Минск. 1965.
- Театр открывает занавес. Минск. 1970.
- Беларуская савецкая драматургия и яе сцэнічнае ўвасабленне. Минск. 1971.
- Белорусская драматургия в театрах народов СССР. Минск. 1972.
- Жыцце тэатра. Мастацтвазнаўчыя артыкулы, рэцэнзіі. Минск. 1980.
- Образ В. И. Ленина на белорусской сцене. Минск. 1980.
- Белорусско-молдавские театральные связи. Минск. 1984.
- Сучаснасць и гісторыя. крытычныя артыкулы. Минск. 1985.
- Барыс Платонаў. Жыцце и творчасць вялікага беларускага артыста. 2-от. Минск. 1989.
- Кандрат Крапіва. Нарыс жыцця і творчасці. Минск. 1989.
- Вечная крыніца. Беларуская тэатральная Ленініяна ў кантэксце времени. Минск. 1991.
- Асоба мастака. Літаратурна-крытычныя артыкулы. Минск. 1992
- Барыс Платонаў. Асоба и роли. Минск. 2004.